# 조주 석씨
조주 석씨(潮州石氏)는 석성(石星)을 시조로 하고, 그의 아들 석재금(石在錦)을 2세조로 하는 한국의 성씨이다.

## 연원
시조(始祖) 석성(石星)은 명나라 위군(魏郡) 동명(東明) 사람으로, 1559년(가정 38년) 진사(進士)가 되고, 이과급사중(吏科給事中)에 발탁되었으며, 신종(神宗) 때 호부(戶部)와 공부(工部)의 상서(尙書)를 지내고, 병부 상서(兵部尙書)에 이르렀다. 1584년(신종 12년) 종계변무에 힘써 성공시켰으며, 임진왜란 때 조정의 반대를 무릅쓰고 조선에 원병(援兵)을 파견하는 데 결정적인 역할을 하였다.
명나라가 청나라에 망하고 난 뒤 석성의 아들 석재금(石在錦)이 숙부 참정공(參政公) 석규(石奎), 손자 석계조(石繼祖)를 데리고 조선에 동래(東來)하여 세계를 이었다고 전해진다.
경상도 가야산(伽倻山) 아래 성주군 화곡(星州郡 花谷)에 정착, 세거의 터를 잡음으로써 조주 석씨(潮州石氏)의 뿌리를 이루었다.

## 분파
상서공파(尙書公派), 참정공파(參政公派)

## 인구
대한민국 통계청의 인구조사에 따르면, 조주 석씨는 1985년에는 35가구 152명, 2000년에는 117가구 376명이 있는 것으로 조사되었다.

## 같이 보기
- 해주 석씨
- 성주 석씨